# 임립미술관
임립미술관은 충청남도 공주시 소재의 사립 미술관이다.

## 연혁
- 1997년 10월 2일 개관

## 관람 안내
관람 시간
- 3~10월: 오전 10시 ~ 오후 6시
- 11~2월: 오전 10시 ~ 오후 5시

휴관일
- 매주 월요일